# Сипчегур
Сипчегу́р (рос. Сыпчегур) — село у складі Читинського району Забайкальського краю, Росія. Входить до складу Оленгуйського сільського поселення.

## Населення
Населення — 218 осіб (2010; 322 у 2002).
Національний склад (станом на 2002 рік):
- росіяни — 94 %